# Vitrey-sur-Mance
Vitrey-sur-Mance là một xã ở tỉnh Haute-Saône trong vùng Franche-Comté phía đông Pháp. Xã có diện tích 13,48 km², dân số năm 2006 là 267 người. Khu vực này có độ cao từ 223-349 mét trên mực nước biển.